# Bahnhof Walenstadt
Der Bahnhof Walenstadt liegt in der Schweizer Gemeinde Walenstadt im Kanton St. Gallen. Er wird von den SBB betrieben. Bedient wird er von Zügen der S-Bahn St. Gallen und einer Fernverkehrslinie (Interregio-Linie 35).

## Layout
Der 1859 erbaute Bahnhof verfügt heute über zwei Bahnsteige: einen 321 Meter langen Mittelbahnsteig für die Gleise 3 und 4, an dem die meisten Züge halten, und einen Seitenbahnsteig mit Gleis 2, der 2012 erweitert und behindertengerecht umgebaut wurde.
Bis 2010 stand auf dem Bahnhofsareal ein alter Güterschuppen, der vor 1890 gebaut wurde. Er wurde nach einer Volksabstimmung im November 2009 abgerissen, um auf der freigewordenen Fläche einen Bushof mit öffentlicher Toilette und Veloabstellplätzen bauen zu können.

## Verkehr
Durchschnittlich stiegen 2022 im Bahnhof Walenstadt täglich 1700 Bahnreisende ein und aus. Walenstadt wird von den folgenden Linien bedient:
Fernverkehr
- 35 Bern – Burgdorf – Olten – Zürich HB – Chur  FS  (Aare Linth)

S-Bahn St. Gallen
- S 17 Sargans – Ziegelbrücke – Uznach – Rapperswil (SOB) (verkehrt in der Gegenrichtung als S4 via St. Gallen weiter nach Rapperswil)

## Bildergalerie

Jahr 1963
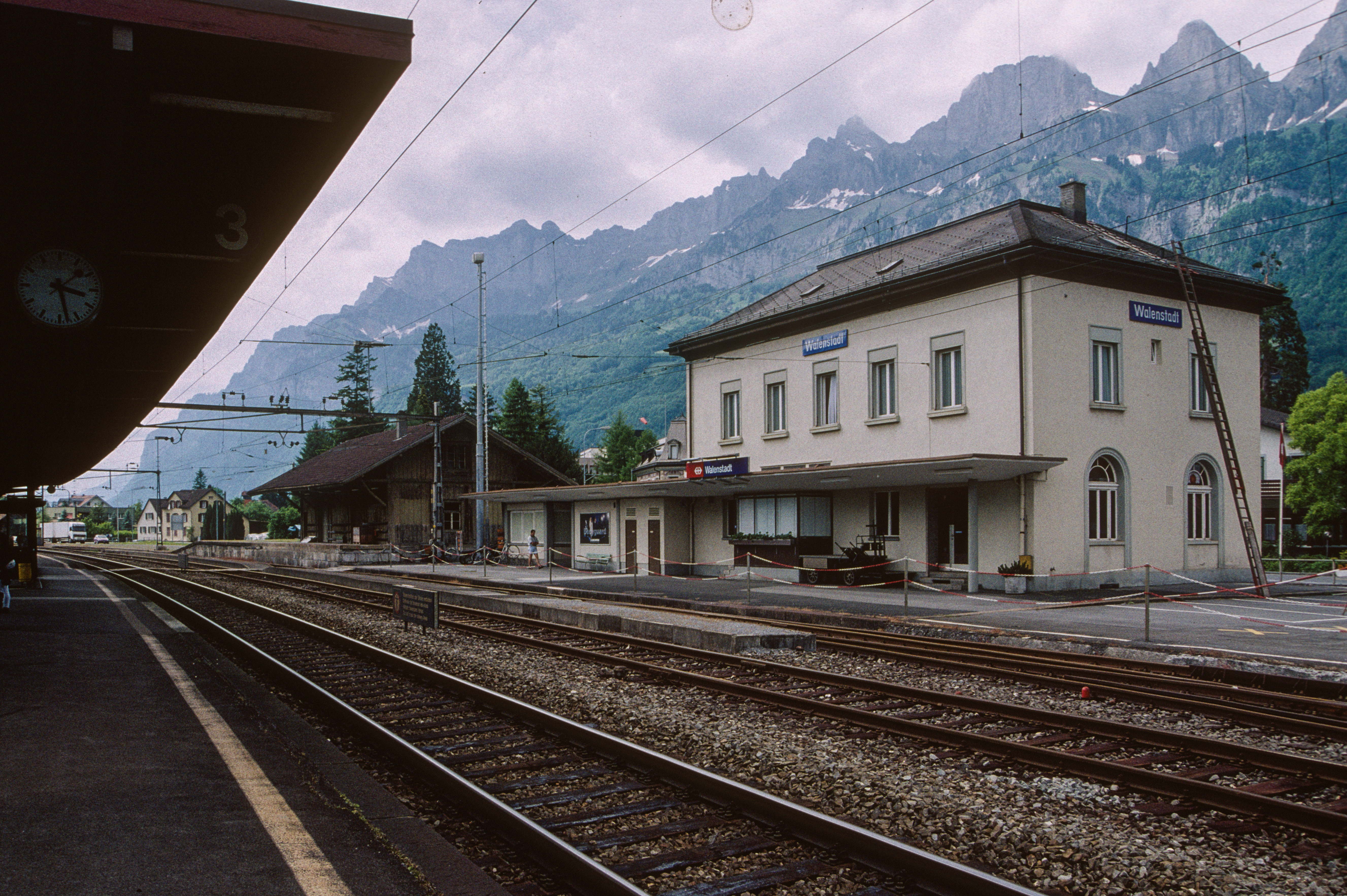
Jahr 1970
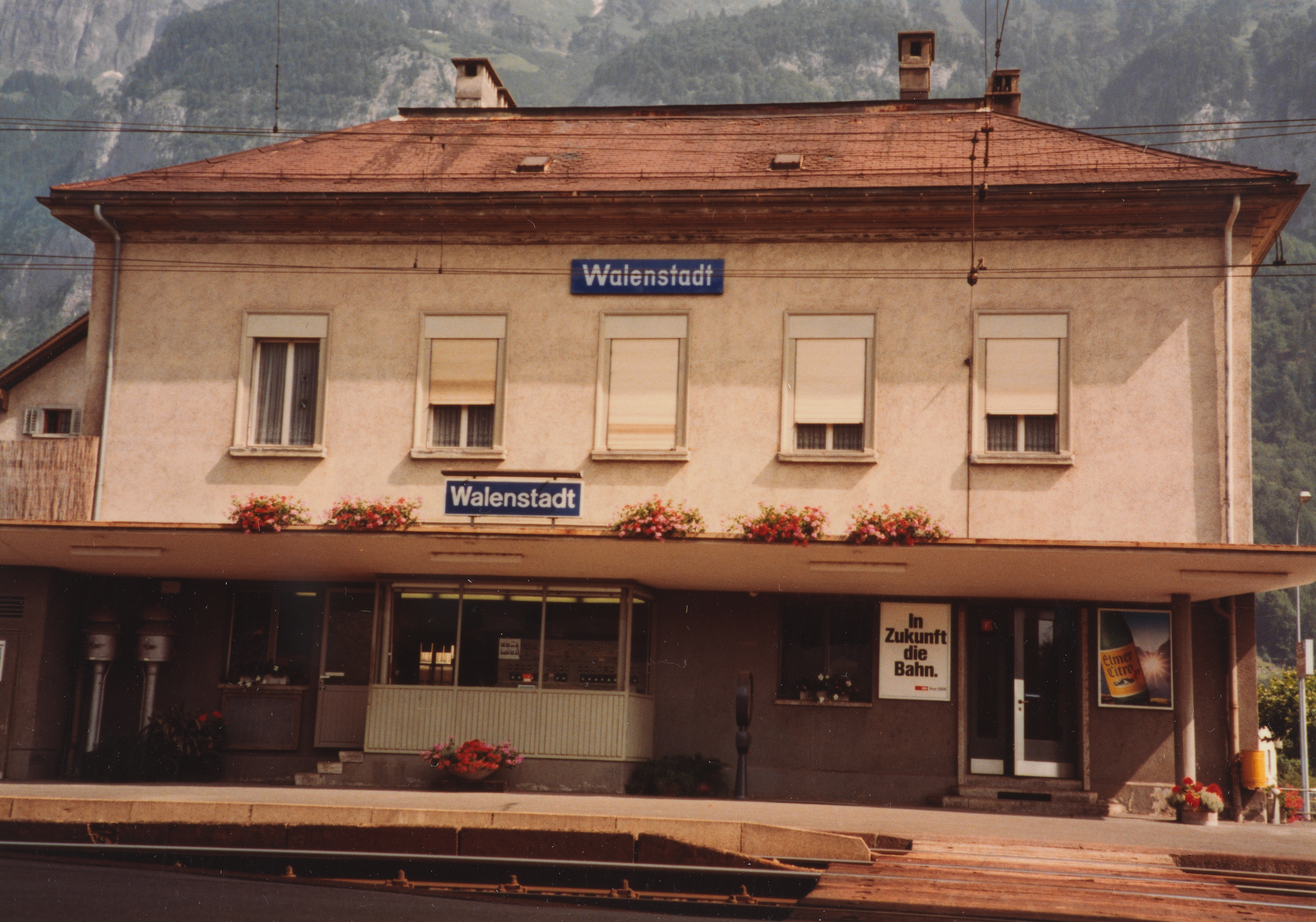
Jahr 1984
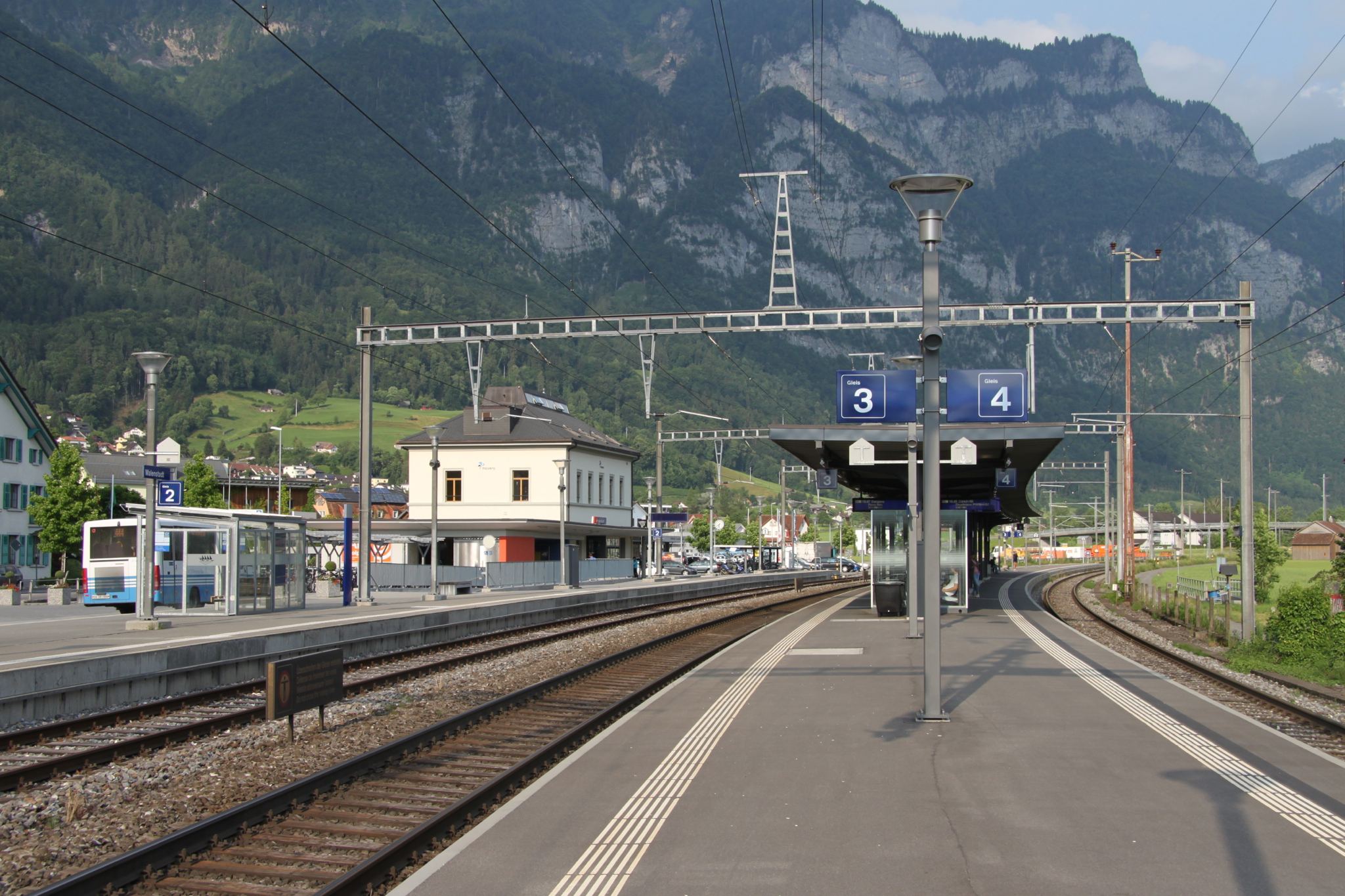
Jahr 2015